# دومینیک لوکولی
دومینیک لوکولی (انگلیسی: Dominique Lokoli؛ زادهٔ ۲۹ ژانویهٔ ۱۹۵۲) بازیکن فوتبال اهل فرانسه است.
از باشگاه‌هایی که در آن بازی کرده‌است می‌توان به باشگاه فوتبال پاری سن ژرمن، باشگاه فوتبال اوسر، باشگاه فوتبال استاد رنس، و باشگاه فوتبال نانسی اشاره کرد.